# 100人目のバカ
『100人目のバカ』（ひゃくにんめのバカ）は、2005年10月25日1:04 - 1:59に、フジテレビにおいて関東ローカルのニューカマーズ枠で放送されたバラエティ番組。

## 概要
「アナタより馬鹿な人を紹介してください」という触れ込みで、若槻千夏から始まり、100人のバカをひたすらに紹介する番組。
単発の深夜番組であるが、熱狂的なファンも多く、地上波のバラエティ番組としては異例の再放送まで行われた。
この番組では、日本の100人のバカの中の中沢健・伊藤博樹・増田敬祐は特に凄いバカとして『バカのトップ3』と認定された。
この番組の言うバカという言葉には、常人とは違う価値観を持つ人達という意味合いも強く、決して彼らを否定する番組ではない。
テレビ東京系のバラエティ番組『モテケン』の『UMAを探せ!』の回にこの番組で認定されたバカのトップ3が揃って出演したり、MCの関根勤の長女の関根麻里をMCに迎えて、この番組でも紹介されていたバカが登場するお笑いDVD『oh!バカちゃんぴおん』が全3巻リリースされたりしている。
2006年1月2日1:15 - 2:15には『100人目のバカ 〜毎日がお正月SP!』、2006年3月28日0:35 - 1:35には『ニンゲンBOX〜プレミア!新種バカ図鑑〜』が放送された。

## 出演
MC
- 関根勤
- 倉田真由美
- 斉藤舞子（フジテレビアナウンサー）

リポーター
- ビビる大木

## スタッフ
- プロデューサー：柴田明廣、大槻泰輔
- ディレクター：三澤隆之
- 制作：フジテレビ、サラダボウル